# Ampedus nigrinus
Ampedus nigrinus ist ein Käfer aus der Familie der Schnellkäfer (Elateridae) mit holarktischer Verbreitung. Die Larven leben in Totholz.

## Merkmale
Ampedus nigrinus erreicht eine Körperlänge von 7 bis 8 Millimeter, in Nordamerika immer kürzer als 8 Millimeter, in Europa gelegentlich bis 9 Millimeter. Kopf, Halsschild und Flügeldecken sind einfarbig schwarz gefärbt, Schienen und Tarsen heller rötlich aufgehellt. Die Unterseite des Körpers ist gelblich behaart. Der Halsschild ist an seiner Hinterkante (Basis genannt) am breitesten, von derselben Breite wie die anschließenden Flügeldecken. Er ist fein und mäßig dicht punktiert, die Zwischenräume zwischen den Punkten sind größer als der Punktdurchmesser, die Punktierung der Seiten genauso fein und nur unwesentlich dichter als in der Mitte (Scheibe). Die Fühler sind fadenförmig und schlank, vom dritten Fühlerglied an sind ihre Glieder alle deutlich länger als breit.
Von den sehr ähnlichen Art Procraerus tibialis (Gattung Procraerus) unterscheidet diese Art die Seitenkante des Halsschilds. Diese ist bei Procraerus vorn seitlich untergebogen, d. h. nicht durchgehend von oben sichtbar.
Von der ähnlichen Art Ampedus auripes, die lange als synonym zu Ampedus nigrinus galt, unterscheidet unter anderem die Gestalt der Fühler. Diese sind insgesamt etwas kürzer, das zweite und dritte Glied zusammengenommen etwas kürzer als das vierte. Weitere Merkmale sind: Der Körper ist weniger schlank, etwas gedrungener, der Halsschild nach hinten von der Mitte an gerundet verengt, nicht nach einem deutlichen Knick gerade verengt. Die Schenkeldecken der Hinterschenkel sind an der Hinterkante geradlinig, ohne Ausschnitt. Die Punktstreifen der Flügeldecken sind nur flach eingedrückt, nicht deutlich vertieft. Außerdem ist die Behaarung der Unterseite bei Ampedus auripes eher rotbraun, nicht hell goldgelb.
Von der nordamerikanischen Ampedus carbonicolor unterscheidet die Länge des dritten Fühlersegments, das etwa genauso lang und von ähnlicher Gestalt ist wie das zweite, nicht länger und dreieckig. Auch der, meist etwas größere, Ampedus anthracinus ist ähnlich.

## Verbreitung
Ampedus nigrinus ist auf der gesamten Nordhalbkugel (holarktisch) verbreitet. In Europa lebt er in Nord- und Mitteleuropa, in Südeuropa, südlich bis zu den Pyrenäen, nur in den Gebirgen. In Mitteleuropa ist er überall verbreitet, wird aber nach Süden und Westen hin seltener. Nach Osten reicht die Verbreitung bis nach Sibirien. Er kommt in allen mitteleuropäischen Ländern vor, es fehlen Nachweise aus Ungarn. Die Art ist in Europa, wie auch weltweit, recht häufig und ungefährdet (Least Concern). In Nordamerika ist die Art weit verbreitet im Westen, bis zur Pazifikküste in den USA und Kanada und häufiger als die ähnlichen Arten. Nachweise in den USA gibt es aus Alaska, Colorado, Idaho, Montana, Oregon, Utah, Washington und Wyoming.

## Lebensweise
Die Larven von Ampedus nigrinus leben, wie typisch für die Gattung Ampedus, in Totholz. Angegeben werden Funde in feuchten, rotfaulen Stubben von Erlen und anderen Laubhölzern. Für die Funde in Großbritannien wird hingegen Nadelholz, vor allem Kiefer, angegeben.
Die Art wird von dem Feuer von Waldbränden angezogen (pyrophile Art), ist aber auf durch Brand entstandenes Totholz nicht angewiesen und in Totholz anderer Entstehung sogar häufiger.
Als Pheromonbestandteile von Ampedus nigrinus wurde 2-Methylbut-3-en-2-ol nachgewiesen, außerdem in kleineren Mengen cis-Verbenol und Ipsdienol.

## Taxonomie und Phylogenie
Die Art wurde erstbeschrieben als Elater nigrinus durch den Entomologen Johann Friedrich Wilhelm Herbst in seinem Werk Kritisches Verzeichniss meiner Insektensammlung im fünften Heft des 1784 von Johann Caspar Fuessli herausgegebenen Archiv der Insectengeschichte. Sie wurde durch Pierre François Marie Auguste Dejean, schon bei deren Erstbeschreibung 1833, in die Gattung Ampedus transferiert und ist seither in dieser verblieben.
Die Gattung Ampedus gehört innerhalb der Unterfamilie Elaterinae in die Tribus Ampedini. Bei einer genetischen Untersuchung anhand von Schweizer Tieren war nächstverwandt von den dort vorkommenden Arten Ampedus auripes, wie anhand der Morphologie schon vermutet.